# Kazimierz Kociełł
Kazimierz Michał Kociełł herbu Pelikan (ur. 1767, zm. 1813) – generał major, generał wojsk Wielkiego Księstwa Litewskiego. 
Syn gen. Tadeusza Kociełła i Anny Tyszkiewicz, córki pisarza wielkiego litewskiego Józefa Benedykta i kasztelanki smoleńskiej Teresy z Niemirowiczów-Szczyttów (córki Krzysztofa Benedykta Niemirowicza-Szczytta). 
Ziemianin z okolic Oszmiany. Dziedzic Bienicy, Jazna i Dubnik, a po śmierci w 1810 brata Józefa – także Horodziłłowa i Józefpola. Oficer kawalerii narodowej litewskiej. Od 1786 szambelan króla. Komisarz Komisji Porządkowej Cywilno-Wojskowej województwa wileńskiego powiatu oszmiańskiego  repartycji oszmiańskiej w Oszmianie w 1790 roku. Brał udział w wojnie polsko-rosyjskiej w 1792 jako rotmistrz 28 chorągwi w brygadzie II kawalerii narodowej, petyhorskiej (pińskiej). Przewodniczył Komisji Cywilno Wojskowej powiatu oszmiańskiego. W powstaniu kościuszkowskim 1794 powołany na generała - organizatora powstania w pow. oszmiańskim. Brak informacji o jego działalności w tym czasie. Wiadomo tylko, że w 1794 wileńska Deputacja Tajna strofowała go za opieszałość i brak gorliwości, ale bezskutecznie wobec niepowodzeń powstania na Litwie. Jego dalsze losy nie są bliżej znane.  
Zmarł bezpotomnie 22 marca 1813 r. w Józefpolu. Pochowany został w Bienicy. 